# 1955 v športu
1955 v športu. 

## Avto - moto šport
- Formula 1: Juan Manuel Fangio, Argentina, Mercedes, je slavil s štirimi zmagami in 40 ovojenimi točkami
- 500 milj Indianapolisa: slavil je Bob Sweikert, ZDA, z bolidom Kurtis Kraft/Offenhauser, za moštvo John Zink[1]

## Kolesarstvo
- Tour de France 1955: Louison Bobet, Francija
- Giro d'Italia: Fiorenzo Magni, Italija

## Košarka
- NBA: Syracuse Nationals slavijo s 4 proti 3 v zmagah nad Fort Wayne Pistons[2]
- EP 1955: 1. Madžarska, 2. Češkoslovaška, 3. Sovjetska zveza[3]

## Tenis
- Moški: 
  - Odprto prvenstvo Avstralije: Ken Rosewall, Avstralija[4]
  - Odprto prvenstvo Anglije - Wimbledon: Tony Trabert, ZDA[5]
- Ženske: 
  - Odprto prvenstvo Avstralije: Beryl Penrose Collier, Avstralija[6]
  - Odprto prvenstvo Anglije - Wimbledon: Louise Brough Clapp, ZDA[7]
- Davisov pokal: Avstralija slavi s 5-0 nad ZDA[8]

## Hokej na ledu
- NHL - Stanleyjev pokal: Detroit Red Wings slavijo s 4 proti 3 v zmagah nad Montreal Canadiens
- SP 1957: 1. Kanada, 2. Sovjetska zveza, 3. Češkoslovaška[9]

## Rojstva
- 19. januar: Edo Hafner, slovenski hokejist in hokejski trener
- 31. januar: Virginia Ruzici, romunska teniška igralka
- 24. februar: Alain Prost, francoski dirkač Formule 1
- 28. februar: Jurij Kidjajev, sovjetski rokometaš
- 13. marec: Zinetula Biljaletdinov, ruski hokejist tatarskega rodu
- 6. april: Bo Berglund, švedski hokejist
- 13. april: Safet Sušić, bosansko-hercegovski nogometaš
- 3. maj: Jocelyn Périllat, francoska alpska smučarka
- 21. maj: Udo Kießling, nemški hokejist
- 11. junij: Tomaž Lepša, slovenski hokejist
- 19. junij: Kari Savolainen, finski hokejski trener
- 19. junij: Vladimir Miškin, ruski hokejist
- 21. junij: Michel Platini, francoski nogometaš in nogometni funkcionar
- 11. julij: Sergej Babinov, ruski hokejist
- 4. avgust: Bengt Lundholm, švedski hokejist
- 9. avgust: Udo Beyer, nemški atlet
- 19. avgust: Cynthia Lee »Cindy« Nelson, ameriška alpska smučarka
- 31. avgust: Edwin Moses, ameriški atlet
- 2. september: Florența Mihai, romunska tenisačica († 2015)
- 20. september: Viki Fleckenstein, ameriška alpska smučarka
- 25. september: Karl-Heinz Rummenigge, nemški nogometaš
- 9. oktober: Steve Ovett, angleški atlet
- 13. oktober: Sergej Šepeljev, ruski hokejist
- 27. oktober: Claudia Giordani, italijanska alpska smučarka
- 15. december: Pentti Kokkonen, finski smučarski skakalec

## Smrti
- 21. januar: Archie Hahn, ameriški atlet (* 1880)
- 28. februar: Josiah Ritchie, angleški tenisač (* 1870)
- 26. maj: Alberto Ascari, italijanski dirkač Formule 1 (* 1918)
- 30. maj: Bill Vukovich, ameriški dirkač Formule 1 (* 1918)
- 13. junij: Comtesse de Kermel, francoska tenisačica (* 1874)